# Фработо Манези (Катанцаро)
Фработо Манези је насеље у Италији у округу Катанцаро, региону Калабрија.
Према процени из 2011. у насељу је живело 259 становника. Насеље се налази на надморској висини од 41 м.